# Ed McCaffrey
Ed McCaffrey (nascido em 17 de agosto de 1968) é um jogador aposentado de futebol americano que jogou como wide receiver por treze temporadas na National Football League (NFL) com o New York Giants, San Francisco 49ers e Denver Broncos.  Ele jogou futebol americano universitário pelo Stanford Cardinal. É pai de Christian McCaffrey.
Considerado um dos wide receivers bloqueado a bola na história da NFL, ele fez parte de três times que venceram o Super Bowl (edições XXIX, XXXII e XXXIII), foi nomeado uma vez para o Pro Bowl e outro como All-Pro, e ainda foi membro da equipe do 50º aniversário do Denver Broncos. Seus apelidos incluíam "Easy", “Eddie Mac,” "White Lightning" e "The Bruise".